# كفار يام
كفار يام (بالعبرية: כפר ים‏) كانت إحدى المستوطنات الإسرائيلية في قطاع غزة التي تم التخلي عنها في خطة فك الارتباط الإحادية الإسرائيلية في عام 2005.

## التاريخ
كانت كفر يام مستعمرة صغيرة غير ديني تأسس عام 1983، برعاية حزب الليكود، كانت تقع على شاطئ البحر، بجوار حدود قطاع غزة مع مصر. تتبع المستعمرة حركة أمانا. وسكنها أربع عائلات. تم إنشاء المجتمع على أرض مهجورة كانت بمثابة قرية لقضاء العطلات لضباط الجيش المصري.

## الأهمية
تسيطر على طريق الشاطئ الرئيسية، وعلى منطقة المواصي في رفح.

## السكان
بلغ عدد الأسر في المستعمرة أربع أسر، تضم عشرة أفراد، عملوا في الزراعة والأعمال الحرة.

## المساحة
بلغت مساحة كفار يام 100 دونم.

## الإنسحاب
إنسحبت إسرائيل من مستعمرة كفار يام في شهر أغسطس في عام 2005 بعدما أنهت الشرطة الإسرائيلية المفاوضات مع يهودي متطرف هدد باستخدام سلاح كان بحوزته لمنع إجلائه.